# Războiul celor Două Roze
Războiul celor Două Roze (1455–1485) este numele sub care mai este cunoscut războiul civil purtat cu intermitență pentru tronul Angliei între susținătorii Casei de Lancaster și cei ai Casei de York. Ambele case regale erau ramuri ale Casei Regale Plantagenet, avându-l ca strămoș comun pe regele Edward al III-lea. Numele generic de Războiul celor Două Roze nu a fost folosit în perioada în care conflictul a avut loc, ci mai târziu, avându-și originea în formele și culorile blazoanelor celor două case regale: Roza roșie de Lancaster () și Roza albă de York ().
Războiul a fost purtat de armate formate din vasalii feudali ai celor două case regale. Casa de Lancaster a avut sprijinitori în special în sudul și vestul țării, în timp ce sprijinitorii Casei de York proveneau în special din zonele de nord și de est. Războiul celor Două Roze, cu marele său număr de victime din rândul nobilimii, a fost o cauză principală a scăderii importante a puterii aristocrației, ceea ce a dus la creșterea puterii monarhiei centralizate a dinastiei Tudor.

## Succesiunea disputată
Conflictele dintre cele două case regale au început în momentul detronării regelui Richard al II-lea de către vărul său, Henry Bolingbroke, duce de Lancaster, în 1399. În ciuda lipsei de moștenitori ai celui de-al treilea fiu al lui Edward al III-lea, John de Gaunt, Bolingbroke avea puține șanse să acceadă la tron. Conform precedentelor, coroana ar fi trebuit să fie moștenită de descendenții masculini al celui de-al doilea fiu al lui Edward al III-lea, Lionel de Antwerp. Richard al II-lea l-a și numit de fapt pe nepotul lui Lionel, Roger Mortimer, al IV-lea conte de March ca moștenitor prezumtiv. Până în cele din urmă, Bolingbroke, a fost încoronat rege sub numele de Henry al IV-lea. El a fost acceptat ca rege datorită lipsei de popularitate a domniei lui Richard al II-lea. Bolingbroke a murit în 1413. Fiul și succesorul său, Henry al V-lea, a fost un foarte priceput conducățor militar, iar succesele sale în luptele din Franța în războiul de o sută de ani i-au crescut foarte mult popularitatea, permițând casei de Lancaster să-și întărească poziția dominantă pe tronul Angliei. Scurta domniei a lui Henry al V-lea a supraviețuit unei conspirații conduse de Richard, conte de Cambridge, un fiu al lui Edmund de Langley, al cincilea fiu al lui Edward al III-lea. Cambridge a fost executat pentru trădare în 1415, la începutul campaniei franceze care a dus la bătălia de la Agincourt. Soția lui Cambridge, Anne Mortimer, pretindea și ea tronul, fiind fiica lui Roger Mortimer și prin aceasta descendenta lui Lionel de Antwerp. Henry al V-lea a murit în 1422 și Richard, duce de York, fiul lui Richard, conte de Cambridge, și al lui Anne Mortimer, a ajuns să pretindă coroana de la regele bolnav Henry al VI-lea .

## Henric al VI-lea
Regele Henric al VI-lea din Casa de Lancaster avea în preajma sa numai regenți și sfătuitori nepopulari. Cei mai cunoscuți dintre aceștia din urmă a fost Edmund Beaufort, al doilea duce de Somerset și William de la Pole, primul duce de Suffolk, care erau acuzați de proastă guvernare și conducerea defectuoasă a conflictului continuu cu Franța, (războiul de o sută de ani). În timpul domniei lui Henric al VI-lea, practic toate posesiunile englezești din Franța, inclusiv cele cucerite prin luptă de Henric al V-lea, au fost pierdute. Henric al VI-lea era perceput ca un rege slab, incapabil. Mai mult decât atâta, regele suferea de manifestări episodice ale unei boli mintale. Linia regală a Casei de Lancaster era în plus afectată de problema legitimității, astfel încât Casa de York a considerat că poate avea pretenții întemeiate la tron. Nemulțumirile din țară în continuă creștere, numărul mare de nobili care dispuneau de armate proprii, ca și corupția de la curtea lui Henric al VI-lea, au format condițiile politice propice pentru izbucnirea războiului civil.
Când, în 1453, regele Henric a suferit primul atac de nebunie, s-a format un Consiliu de Regență, avându-l în funcția conducătoare de Lord Protector pe nobilul puternic și popular, Richard Plantagenet, duce de York și șef al Casei York. Richard a început în scurtă vreme să urmărească ocuparea tronului cu din ce în ce mai multă îndrăzneală. L-a închis pe Somerset și și-a sprijinit proprii aliați, Salisbury și Warwick, în conflictele mai mici cu sprijinitorii lui Henric, așa cum erau ducii de Northumberland. Însănătoșirea lui Henric din 1455 amenința planurile lui Richard, iar ducele de York a fost alungat la scurtă vreme de la curte de soția lui Henric, Margaret de Anjou. Cum regele Henric era un conducător incapabil, regina sa, puternica și agresiva Margaret, a ajuns conducătoarea de facto a facțiunii Lancasteriene. Regina Margaret a alcătuit o alianță împotriva lui Richard și a conspirat cu alți nobili să-i reducă acestuia din urmă uriașa influență. Tensiunile aflate în creștere au dus în cele din urmă la izbucnirea conflictelor armate deschise în 1455 în prima bătălie de la St Albans.

## Faza inițială, 1455–1460
Deși au mai existat înfruntări armate și mai înainte între susținătorii regelui Henric al VI-lea și cei ai lui Richard, duce de York, principala perioadă de conflicte armate în Războiul celor Două Roze a fost între 1455 și 1489.
Richard, duce de York a condus o mică armată împotriva Londrei și a fost întâmpinat de forțele lui Henric al VI-lea la St Albans, la nord de capitală, la 22 mai 1455. Bătălia relativ mică de la St Albans a fost primul conflict armat deschis al războiului civil. Rezultatul a fost înfrângerea Lancasterienilor, care au pierdut mai mulți conducători importanți, inclusiv pe Somerset. York și aliații lui și-au recâștigat pozițiile și influența și, pentru o vreme, ambele tabere au părut șocate că a trebuit să se ajungă la o luptă armată pentru a se rezolva problemele și au făcut totul pentru reîmpăcare. Când Henric a avut un nou atac de nebunie, York a fost din nou numit Protector, iar Margaret a fost însărcinată cu îngrijirea bolnavului, dar a fost îndepărtată din Consiliul de regență care lua toate hotărârile.
După prima bătălie de la St Albans, compromisul din 1455 a părut că are succes, cu York rămas vocea dominantă în Consiliu, chiar și după ce Henry și-a revenit. Însă problemele care generaseră conflictul au reapărut în scurtă vreme. Cea mai importantă dintre acestea era dacă ducele de York, sau fiul minor al lui Henric și Margaret, Edward, avea să fie viitorul rege. Regina Margareta a refuzat să accepte orice soluție de compromis care ar fi presupus dezmoștenirea fiului său și a devenit clar că ea nu va accepta ca ducele de York și aliații lui să mai aibă în continuare puterea militară. Henric a plecat într-o vizită regală în Midlands în 1456, iar Margaret nu i-a mai permis să se reîntoarcă la Londra (regele și regina erau foarte populari în Midlands, dar au devenit încă și mai nepopulari în Londra unde negustorii erau furioși datorită scăderii vânzărilor și a creșterii dezordinii din oraș). Curtea regală s-a mutat la Coventry. Din acel moment, ducele de Somerset a început să fie noul favorit al curții regale, luând locul tatălui său. Margaret l-a convins pe rege să-l demită pe York din funcția de Protector, în timp ce York a luat hotărârea de a se reîntoarce la postul lui din Irlanda. Dezordinile din capitală și lipsurile de pe coasta de sud au continuat să crească, dar regele și regina au continuat să-și apere pozițiile lor, regina introducând sistemul recrutărilor obligatorii pentru prima oară în Anglia. În acest timp, Richard Neville, conte de Warwick, (poreclit mai târziu "The Kingmaker – Făcătorul de regi"), aliatul lui York, a devenit din ce în ce mai apreciat la Londra ca erou al clasei negustorilor.
După reîntoarcerea lui York din Irlanda, ostilitățile au reînceput pe 23 septembrie 1459 cu bătălia de la Blore Heath în Staffordshire, unde o armată importantă Lancasteriană nu a reușit să împiedice forța Yorkistă, de sub comanda lui Lord Salisbury, să se îndrepte de la castelul Middleham spre Yorkshire, unde avea să se unească cu York la castelul Ludlow. După o victorie Lancasteriană în bătălia de la Ludford Bridge, Edward conte de March (fiul mai mare al lui York, mai târziu Eduard al IV-lea al Angliei), Salisbury și Warwick au fugit la Calais. Lancasterienii aveau din nou controlul în acest moment, iar Somerset a fost numit guvernator de Calais. Încercarea lui de a-l alunga pe Warwick a fost zădărnicită cu ușurință, Yorkiștii reușind chiar să lanseze raiduri în zona de coastă, pornind din Calais în 1459–60, făcând să crească haosul și dezordinile din țară.
Până în 1460, Warwick și aliații lui au fost capabili să organizeze o invazie în Anglia, reușind să cucerească zona Kent și orașul Londra, de unde au căpătat un sprijin important. Sprijiniți și de emisarul papal, care trecuse de partea lor, Yorkiștii au avansat către nord. Henry a plecat în fruntea unei armate către sud pentru a-i întâlni, în timp ce Margaret a rămas în nord cu prințul Edward. Bătălia de la Northampton, din 10 iulie 1460, a fost un dezastru pentru Lancasterieni. Armata Yorkistă condusă de Richard Neville, conte de Warwick, ajutată și de trădătorii din rândurile armatei regale, au reușit să-l prindă pe Henry, ducându-l prizonier la Londra.

## Acordul
Date fiind succesele lui militare, York a început să facă presiuni pentru a accede chiar el la tron, bazându-se și pe lipsa de legitimitate a liniei Lancastriene. După ce a debarcat în nordul ținutului Wales, el și soția lui, Cecily, au intrat în Londra cu tot fastul rezervat de obicei monarhului. A fost convocat Parlamentul, iar York și-a făcut publică dorința de a se urca pe tron, așteptându-se ca lorzii să-l încurajeze și pe el așa cum o făcuseră cu Henry al IV-lea în 1399. În loc de încurajare, lorzii au păstrat tăcerea. În momentul în care el și-a anunțat dorința de a se urca pe tron, lorzii, chiar și Warwick și Salisbury, au fost șocați de îngâmfarea lui. Lorzii nu doreau să-l detroneze în acel moment pe Henry. Dorința lor era de a-i îndepărta consilierii regali considerați incapabili sau corupți.
În ziua următoare, York a prezentat arborele genealogic al familiei în detaliu, susținându-și pretenția la tron prin descendența directă din Lionel de Antwerp, argumentele sale fiind privite cu mai multă înțelegere de această dată. Parlamentul a acceptat să ia în considerație problema și în cele din urmă a fost de acord că pretențiile lui York erau întemeiate, dar, cu o majoritate de cinci voturi, a hotărât ca Henry să rămână rege. În octombrie 1460 a fost pus la punct un compromis, (Act of Accord), prin care York era recunoscut ca succesor al lui Henry la tron, dezmoștenindu-l astfel pe fiul de șase ani al lui Henry, prințul Edward. York a trebuit să accepte acest compromis, acesta fiind câștigul cel mai mare pe care îl putea obține. Pretențiile lui erau parțial satisfăcute, de vreme ce fusese numit Protector al Regatului, dându-i-se posibilitatea să guverneze în numele lui Henry. Lui Margaret i s-a impus să părăsească Londra împreună cu prințul Edward. Act of Accord s-a dovedit inacceptabil pentru Lancastrieni, care s-au alăturat lui Margaret, formând o armată mare în nordul țării.

## Contraatacul Lancastrian
Ducele de York a părăsit Londra mai târziu în același an alături de Salisbury, pentru a-și consolida pozițiile din nord împotriva armatei reginei Margaret, despre care se știa că se concentra în apropierea orașului York. Richard, de Crăciunul anului 1460, s-a păstrat în defensivă la castelul Sandal lângă Wakefield. Deși armata reginei Margaret depășea numeric pe cea a lui Richard cu mai mult de două ori, pe 30 decembrie, York a dat ordin soldaților săi să părăsească adăpostul castelului și să atace. Armata sa a fost învinsă în mod catastrofal în bătălia de la Wakefield. Richard a fost ucis în luptă, iar Salisbury și fiul de 17 ani al lui Richard, Edmund, conte de Rutland au fost capturați și decapitați. Regina a dat ordin ca să fie expuse capetele tăiate ale celor trei pe zidurile orașului York.
Act of Accord și evenimentele de la Wakefield, l-au lăsat pe tânărul de 18 ani Edward, conte de March, fiul cel mai în vârstă al lui York, pe poziția de duce de York și moștenitor al tronului. Moartea lui Salisbury l-a făcut pe moștenitorul lui, Warwick, cel mai mare proprietar feudal din Anglia. Margaret a plecat în nord, în Scoția, pentru a căuta ajutor aici. Mary de Gueldres, regină a Scoției a fost de acord ca să o ajute pe Margaret cu soldați, cu condițiile ca Anglia să cedeze Scoției orașul Berwick, iar fiica reginei Scoției să fie logodită cu prințul Eduard. Margaret a fost de acord, deși nu mai avea bani să-și plătească armata, fiind în stare numai să promită oștenilor că vor avea permisiunea să se bucure de prăzi uriașe din bogățiile sudului Angliei, atâta vreme cât nu avea loc nici un jaf la nord de râul Trent. Regina și-a condus armata la Hull, recrutând pe drum din ce în ce mai mulți luptători.
Între timp, Edward de York și armata lui s-au luptat cu trupele lui Pembroke, care veneau din Tara Galilor și le-a înfrânt cu desăvârșire în bătălia de la Mortimer's Cross din Herefordshire. El și-a încurajat oamenii cu priveliștea "nălucii" a trei sori la răsărit, (fenomen natural cunoscut cu numele de "soare fals"), spunându-le că este un semn prevestitor al victoriei și îi reprezintă pe cei trei fii supraviețuitori ai lui York—el însuși, George și Richard. Această întâmplare l-a făcut pe Edward să aleagă semnul soarele strălucind orbitor ca însemnul său heraldic.
Margaret s-a îndreptat către sud, făcând ravagii în timp ce înainta, armata asigurându-și aprovizionarea prin jefuirea proprietăților pe lângă care treceau prin sudul prosper. În Londra, Warwick s-a folosit de jafurile armatei reginei în scopuri propagandistice pentru întărirea sprijinului celor din sud pentru facțiunea Yorkistă. Astfel, orașul Coventry și-a schimbat orientarea, sprijinind pe Yorkiști. Warwick nu a reușit să adune destul de rapid o armată suficient de puternică și, fără ajutorul armatei lui Edward, a fost prins total nepregătit de sosirea armatei reginei la St Albans. În timpul celei de-a doua bătălii de la St Albans, regina a învins în cea mai decisivă victorie de până atunci a facțiunii Lancastriene, iar forțele Yorkiste au fugit lăsându-l în urmă pe regele Henry, găsit neînarmat la adăpostul unui copac. Regele Henry a ridicat la rangul de cavaler treizeci de soldați imediat după bătălie. Cum armata regală continua să avanseze către sud, locuitorii Londra au fost cuprinși de frică, în oraș răspândindu-se zvonuri despre sălbaticia soldaților veniți din nord, care aveau de gând să jefuiască orașul. Locuitorii Londrei au închis porțile orașului și au refuzat să ofere hrană armatei reginei, care a jefuit ținuturile înconjurătoare, Hertfordshire și Middlesex.

## Triumful Yorkist
Edward avansa între timp către Londra dinspre vest, unde i se alăturaseră forțele lui Warwick. Această mișcare a coincis cu retragerea reginei spre nord la Dunstable, ceea ce a permis lui Edward și Warwick să intre în Londra cu armata lor. Au fost primiți cu entuziasm, bani și hrană de orașul sprijinitor al Yorkiștilor. Edward nu mai putea să pretindă că vrea să îndepărteze consilierii incapabili de lângă rege. Cum tatăl și fratele său fuseseră uciși la Wakefield, scopul lui devenise lupta pentru coroană. Edward avea nevoie de autoritate și asta a părut la îndemână când Episcopul Londrei a întrebat poporul capitalei care este părerea lor în problema succesiunii, locuitorii strigând "Regele Edward!" Cererea mulțimii a fost repede aprobată de Parlament și Edward a fost încoronat neoficial într-o ceremonie aranjată în grabă la Westminster Abbey. Edward și Warwick aveau sprijinul londonezilor astfel, deși Edward jurase că nu va fi încoronat oficial până când Henry și Margaret nu erau executați sau exilați. Edward a anunțat că Henry și-a pierdut dreptul la tron în momentul în care i-a permis reginei sale să ridice armele împotriva moștenitorilor legali, așa cum fuseseră definiți de Act of Accord. În acest fel ar fi devenit clar că victoria lui Edward nu era decât o simplă restaurare a succesiunii legale la tron, în condițiile în care și Henry și predecesorii săi din Casa de Lancaster erau uzurpatori. Acesta era de fapt argumentul pe care îl acceptase Parlamentul cu un an în urmă.
Edward și Warwick au mărșaluit spre nord, strângând o armată impresionantă, întâlnind armata Lancastriană la fel de puternică la Towton. Bătălia de la Towton, lângă York, a fost cea mai mare luptă de până atunci a Războiului celor Două Roze. Conform estimărilor, între 40.000 și 80.000 de oameni au luat parte la luptă, peste 20.000 fiind uciși în timpul bătăliei și după încheierea acesteia, un număr enorm pentru acele vremuri și cele mai mari pierderi de vieți omenești întâmplate într-o singură zi în Anglia. Noul rege și armata sa au câștigat o victorie decisivă, facțiunea Lancastriană a fost decimată, cei mai mulți membri ai acestei case fiind uciși în luptă. Henry și Margaret, care așteptau împreună cu fiul lor în York, au fugit spre nord, când au auzit de dezastrul militar al Casei lor. Mulți dintre nobilii Lancastrieni supraviețuitori au schimbat taberele supunându-se regelui Edward, iar cei care nu au făcut-o s-au refugiat în câteva castele de la granița din nord și în alte câteva din Țara Galilor. Edward a ocupat orașul York, pe zidurile orașului fiind întâmpinat de capetele putrezite ale tatălui și fratelui său și al lui Salisbury, capete care au fost rapid înlocuite cu cele ale nobililor Lancastrieni învinși, printre care vestitul Clifford de Skipton-Craven, cel care a ordonat executarea fratelui lui Edward, Edmund, după bătălia de la Wakefield.
Henry și Margaret au fugit în Scoția unde au stat la curtea regală a lui James al III-lea, unde au tradus în viață promisiunea făcută cu ceva vreme mai înainte, aceea de a ceda orașul Berwick scoțienilor. Mai târziu, în același, an au condus o invazie în zona localității Carlisle. Din cauza lipsei de bani, forțele invadatoare au fost ușor respinse de oamenii lui Edward, care alungau ultimele forțe Lancastriene din ținuturile nordice.
Încoronarea oficială a lui Edward a avut loc în iunie 1461 în Londra, unde a fost întâmpinat cu entuziasm de sprijinitorii săi și aclamat ca noul rege al Angliei. Edward a fost în stare să conducă regatul într-o pace relativă în următorii zece ani.
În nord, unde mai mulți comandanți Lancastrieni dețineau controlul unor castele, Edward nu a reușit să aibă controlul complet până în 1464. Dunstanburgh, Alnwick și Bamburgh au fost printre ultimele castele care au fost cucerite. Puternica fortăreață Harlech (Wales) a fost cucerită în 1468 după asediul de șapte ani. Henry, regele detronat, a fost prins în 1465 și a fost ținut prizonier în Turnul Londrei, unde, după standardele vremii, a fost destul de bine tratat.
Au mai fost două revolte Lancastriene în 1464. Prima dintre lupte a fost bătălia de la Hedgeley Moor pe 25 aprilie și a doua a fost bătălia de la Hexham pe 15 mai. Ambele revolte au fost zdrobite de fratele lui Warwick, John Neville, primul marchiz de Montagu.

## Reluarea ostilităților 1469–1471
Perioada 1467–70 a marcat deteriorarea rapidă a relațiilor dintre regele Edward și fostul său mentor, puternicul Richard Neville, conte de Warwick—"Făcătorul de regi". Au fost mai multe cauze ale rupturii dintre cei doi, dar în principal a fost vorba de decizia lui Edward de a se căsători în secret în 1464 cu Elizabeth Woodville. Edward a anunțat mai târziu vestea căsătoriei ca pe un fapt împlinit, ceea ce a produs o uriașă rușine lui Warwick, care, convins de nevoia unei alianțe cu Franța, negocia încheierea unei căsătorii între regele englez și o prințesă franceză. Această rușine s-a transformat amărăciune în momentul în care membrii familiei Woodville au ajuns favoriți la curte în dauna celor din familia Neville. Alți factori au făcut să crească dezamăgirea lui Warwick: preferința lui Edward pentru o alianță cu Burgundia (în dauna Franței), ca și faptul că Edward s-a opus ca frații lui, George, duce de Clarence și Richard, duce de Gloucester, să se căsătorească cu fiicele lui Warwick, Isabel Neville și respectiv Anne Neville. Mai mult, popularitatea lui Edward era în scădere în această perioadă datorită creșterii taxelor și a continuelor încălcări ale legilor și ordinii.
Prin 1469, Warwick a format o alianță cu fratele gelos și perfid al lui Edward, George. Ei au adunat o armtă cu care l-au înfrânt pe rege în bătălia de la Edgecote Moor, asediându-l pe Edward în castelul Middleham în Yorkshire. Warwick a hotărât executarea tatălui reginei, Richard Woodville, primul conte de Rivers. Edward a fost forțat să convoace o sesiune a Parlamentului la York, în cursul căreia ar fi trebuit să fie declarat nelegitim, coroana urmând să fie transmisă lui Clarence ca moștenitor aparent al lui Edward. În acest timp, țara era în fierbere, Eduard având șansa să poată apela la loialitatea fratelui său Richard, duce de Gloucester și a altor nobili. Gloucester a sosit în fruntea unei mari forțe, eliberându-l pe rege.
Warwick și Clarence au fost declarați trădători și au fugit în Franță, unde, în 1470, Louis al XI-lea al Franței era presat de regina exilată Margaret de Anjou să o ajute la invadarea Anglia pentru a recupera tronul soțului ei captiv. Regele Louis a avut ideea unei alianțe între Warwick și Margaret, o soluție la care nici unul dintre vechii inamici nu s-au gândit, dar care, în cele din urmă, a apărut ca o afacere profitabilă. De fapt, fiecare dintre cei doi se aștepta la alte beneficii: Warwick dorea un rege marionetă (ori Henry, ori fiul său), iar Margaret dorea să recapete ceea ce considera a fi regatul familiei sale. Până în cele din urmă, a fost aranjată o căsătorie între fiica lui Warwick, Anne Neville, și fiul lui Margaret, fostul prinț de Wales, Edward de Westminster. Warwick a invadat Anglia în toamna anului 1470.
În acest moment, a fost rândul lui Edward al IV-lea să fugă din țară. Atunci John Neville a schimbat tabăra pentru a-l sprijini pe fratele lui, Warwick. Edward nu era pregătit pentru o înfruntare cu armata foarte mare a lui Neville, care venea din nord și și-a demobilizat armata. Edward și Gloucester au fugit din Doncaster spre coastă și de aici în Olanda, iar de aici în exil în Burgundia. Warwick invadase deja Anglia cu armata din Franța, iar planul lui de a-l elibera și repune pe tron pe Henry al VI-lea s-a realizat. Henry al VI-lea a traversat triumfător străzile Londrei în octombrie ca rege repus în drepturi, iar Richard și Edward au fost proclamați trădători. Succesul lui Warwick a fost de scurtă durată însă. El și-a supraestimat forțele când a plănuit să invadeze Burgundia împreună cu forțele regelui Franței, care-i promisese drept recompensă teritoriul Olandei. Asta l-a făcut pe Charles cel Temerar al Burgundiei să-l sprijine pe Edward. Charles a promis bani și o armată pentru invadarea Angliei în 1471. Edward l-a învins pe Warwick în bătălia de la Barnet în 1471. Restul forțelor Lancastriene au fost distruse în bătălia de la Tewkesbury, iar prințul Edward de Westminster, urmașul la tron al Casei de Lancaster, a fost ucis. Henry al VI-lea a fost ucis la scurtă vreme după aceasta, (14 mai, 1471), pentru a întări poziția Casei de York în lupta pentru menținerea puterii.

## Richard al III-lea
Revenirea pe tron al lui Edward al IV-lea din 1471 este văzută de unii istorici ca fiind sfârșitul al Războiului celor Două Roze. Pacea nu a mai fost tulburată pe toată durată restului domniei lui Edward. Acesta a murit însă în mod neașteptat în 1483, iar dezordinile dinastice au reizbucnit. În timpul lui Edward al IV-lea au apărut facțiuni formate pe de-o parte de rudele din familia Woodville ale reginei, (Anthony Woodville, al doilea conte de Rivers și Thomas Grey, primul marchiz de Dorset), și pe de altă parte de cei care nu erau mulțumiți de noul statut al familiei Woodville la curte, unde erau văzuți ca parveniți dornici de putere. În momentul morții premature a regelui, moștenitorul tronului, Edward al V-lea, avea numai 12 ani. Cei din familia Woodville erau cei care puteau să aibă puterea să influențeze viitoarea guvernare a tânărului rege, în timp ce Edward al V-lea fusese luat sub tutela contelui de Earl Rivers în Ludlow. Această acțiune a fost prea mult pentru cei din facțiunea anti-Woodville. În lupta pentru tutela tânărului rege și pentru controlul Consiliului, fratele lui Edward, Richard, duce de Gloucester, care fusese numit de regele muribund Protector al Angliei, a ajuns conducătorul de facto al facțiunii anti-Woodville.
Cu ajutorul lui William Hastings și al lui Henry Stafford, Gloucester l-a scos pe tânărul rege din mâinile membrilor familiei Woodville la Stony Stratford în Buckinghamshire. Din acest moment în colo, Edward al V-lea a fost ținut sub custodia lui Gloucester în Turnul Londrei, unde a fost adus mai târziu și fratele lui mai mic, de numai 9 ani, Richard, duce de York. După ce i-a pus în siguranță pe cei doi băieți, Richard a declarat mai apoi că mariajul lui Edward al IV-lea cu Elizabeth Woodville a fost ilegală, iar, prin aceasta, și cei doi copii erau nelegitimi. Parlamentul a fost de acord cu această poziție și i-a conferit lui Gloucester Titulus Regius, prin care acesta era recunoscut ca rege, sub numele de Richard al III-lea. Cei doi băieți din Turn, cunoscuți și ca "Prinții din Turn", au dispărut și probabil au fost asasinați, de cine și la ordinul cui rămânând unul dintre subiectele controversate ale istoriei britanice.
De vreme ce Richard era cel mai priceput general din tabăra Yorkistă, mulți l-au acceptat în funcția de conducător al facțiunii, singurul capabil să mențină Casa de York la putere, mai degrabă decât un băiat care să domnească sub tutela unui consiliu de regență. Speranțele Casei de Lancaster erau acum centrate pe Henry Tudor, al cărui tată, Edmund Tudor, primul conte de Richmond, era fratele vitreg nelegitim al lui Henry al VI-lea. Totuși, pretenția la tron a lui Henry era făcută prin mama sa, Margaret Beaufort, o urmașă a lui Edward al III-lea.

## Henry Tudor
Forțele lui Henry Tudor au învins armata lui Richard în bătălia de la Bosworth Field din 1485. Henry Tudor a devenit regele Henry al VII-lea al Angliei. Henry și-a întărit poziția prin căsătoria cu Elizabeth de York, fiica lui Edward al IV-lea și cea mai îndreptățită supraviețuitoare pretendentă la tron din tabăra Yorkistă. Astfel s-au reunit cele două case regale, reunind și cele două simboluri regale, trandafirul roșu și trandafirul alb, în noua emblemă, trandafirul roșu-alb – Trandafirul Tudor. Henry și-a întărit poziția executând toți pretendenții posibili pe care a reușit să-i prindă, o practică continuată și de fiul său, Henry al VIII-lea.
Cei mai mulți istorici consideră momentul ascensiunii lui Henry al VII-lea ca punct final al Războiului celor Două Roze. Alți istorici consideră că acest război civil s-a încheiat numai în 1487, odată cu victoria în bătălia de la Stoke, luptă purtată între forțele regale și cele ale unui pretendent la tron, Lambert Simnel, care se asemăna foarte mult din punct de vedere fizic cu tânărul contele de Warwick, cel mai îndreptățit pretendent-bărbat din tabăra Yorkistă. Încercarea lui Lambert Simnel a fost sortită din capul locului eșecului, deoarece tânărul conte era încă viu în costodia regelui Henry, așa că toată lumea și-a dat seamă de impostură. La Stroke, Henry a zdrobit forțele lui John de la Pole, conte de Lincoln, în felul acesta fiind îndepărtată ultima opoziție Yorkistă. Simnel a fost iertat pentru rolul său în rebeliune, fiind trimis să lucreze pentru restul zilelor în bucătăriile regale.

## Genealogie
Acesta este un arbore genealogic simplificat care include membrii familiei regale engleze.

## Cele mai importante personalități
- Regii Angliei
  - Henric al VI-lea (Lancastrian)
  - Eduard al IV-lea (Yorkist)
  - Eduard al V-lea (Yorkist)
  - Richard al III-lea (Yorkist)
  - Henric al VII-lea (Tudorian)
- Cei mai importanți opozanți 1455-1487
  - Casa de York
    - Richard Plantagenet, al III-lea duce de York
    - Richard Neville, al XVI-lea conte de Warwick (Făcătorul de regi)
    - Richard Neville, al V-lea conte de Salisbury
    - John Neville, primul marchiz de Montagu
    - William Neville, primul conte de Kent
    - Bastardul lui Fauconberg

  - Casa de of Lancaster
    - Henric Percy, al II-lea conte de Northumberland
    - Henric Percy, al III-lea conte de Northumberland
    - Edmund Beaufort, al II-lea duce de Somerset
    - Henric Beaufort, al III-lea duce de Somerset
- Conte de Pembroke
  - Lord Clifford